# 小口優
小口 優（おぐち まさる、1907年5月5日 - 1970年1月4日）は、日本のドイツ文学者。
栃木県烏山町出身。1930年早稲田大学文学部独文科卒。第一早稲田高等学院教授をへて、早大教授。18世紀ドイツ文学が専門で、ヘルダーリン、ゲーテなどの研究や翻訳をおこない、グンドルフを日本に紹介した。

## 編著書
- 『新獨逸文法』大学書林 1938年
- 『獨逸小文法』編 大学書林 1941年
- 『新独語階梯』大学書林 1942年
- 『世界文学鑑賞辞典 第3　ドイツ・北欧・中欧編』編 東京堂 1962年

### 翻訳
- 『グンドルフ文芸論集』木村書店 1934
- 『世界女流作家全集 第1巻 独逸篇1 バルバラ 呪ひの樹(アンネッテ・フオン・ドロステ=ヒユルスホフ　モダン日本社 1941
- W.フムボルト『教養への道 或る女友達への書簡』等訳 モダン日本社 1942
- ヨハン・ペーテル・エッケルマン『ゲーテとの対話』春秋社 1947
- W.V.フムボルト『或る女友達への書簡』第1-3 春秋社 1949
- ゲーテ『箴言と反省』春秋社 1949
- シャミッソー『影を売った男』小峰書店 少年少女のための世界文学選 1951
- 『ニイチェ全集 第1巻 悲劇の誕生』創元社 1951
- 『ゲーテ箴言集』編訳 大学書林語学文庫 1955
- グンドルフ『ゲーテ研究』第1-3　未来社 1956-58

## 論文
- <小口優